# Grèves à La Poste
Depuis 1991, La Poste, entreprise française, publie un rapport social annuel qui livre, entre autres sujets, de nombreuses informations sur les relations professionnelles au sein de l'entreprise. Ainsi, il est possible, à partir d'un état statistique des grèves à la Poste, d'observer les variations du climat social de l'entreprise. Ces rapports sociaux annuels présentent l'intérêt d'avoir été précédés, alors que la Poste était encore une des branches des PTT, par un bilan social que dressait chaque année depuis 1980, la Direction générale de la Poste. Ces bilans sociaux, publiés concurremment à ceux des PTT, concernaient la population postière, à l'exclusion des Télécommunications. Ils permettent aujourd'hui d'avoir une série statistique qui, incluant La Poste dans la durée, favorise l'observation des rapports entre le politique et le mouvement gréviste. Ce dernier n'est évidemment qu'un aspect des relations sociales au sein d'une entreprise comme au niveau d'un pays.  

## Nombre de jours de grèves par agent et par an et périodisation politique
- Fin des années "Giscard d'Estaing" (gouvernement Barre)
  - 1980 : 1,43
- Présidence et gouvernements socialistes Mitterrand / Mauroy puis Fabius
  - 1981 : 0,30
  - 1982 : (pas de données exploitables)
  - 1983 : 0,57
  - 1984 : 0,93 (Plan "Daucet" de réforme des acheminements)
  - 1985 : 0,39
- La première cohabitation Mitterrand / Chirac :  projet "Longuet"  de réforme des PTT
  - 1986 : 0,83
  - 1987 : 0,85
  - 1988 : 0,88, dont grèves nationales : 0,51. (Année mixte, droite / gauche). En octobre, blocage des centres de l'acheminement et du tri postal par les "camions jaunes".
- Le deuxième septennat Mitterrand : les années de la réforme Quilès et des gouvernements socialistes Rocard, Cresson et Bérégovoy
  - 1989 : 0,51, dont grèves nationales : 0,28. C'est l'année du rapport Prévot, préparatoire de la Réforme des PTT de 1990
  - 1990 : 0,84, dont grèves nationales : 0,64. Année de discussion et vote de la loi Quilès[2].
  - 1991 : 0,31 (la Poste, administration, devient l'entreprise La Poste)
  - 1992 : 0,52
- La deuxième cohabitation (Mitterrand / Balladur)
  - 1993 : 0,93 (année mixte, gauche/ droite)
  - 1994 : 0,63
- La droite cumule Présidence de la République et premier ministre Chirac / Juppé
  - 1995 : 3,53 (les postiers participent au mouvement social contre le plan Juppé)
  - 1996 : 0,43
- Retour de la gauche au pouvoir; Chirac / Jospin, 3e cohabitation.
  - 1997 : 0,37
  - 1998 : 0,28
  - 1999 : 0,51, dont grèves nationales : 0,14, grèves locales : 0,37
  - 2000 : 0,69, dont grèves nationales : 0,16, grèves locales : 0,53
  - 2001 : 0,65, dont grèves nationales : 0,44, grèves locales : 0,21
- Le balancier électoral remet la droite à la Présidence et au gouvernement; Chirac / Raffarin puis  Dominique de Villepin
  - 2002 : 0,51, dont grèves nationales : 0,35, grèves locales : 0,16
  - 2003 : 1,38, dont grèves nationales : 1,25, grèves locales : 0,13 . Année de la réforme Fillon sur la Sécurité sociale
  - 2004 : 0,41, dont grèves nationales : 0,30, grèves locales : 0,11
  - 2005 : 0,87, dont grèves nationales : 0,72, grèves locales : 0,15
  - 2006 : 0,89, dont grèves nationales : 0,65, grèves locales : 0,24
- Présidence Sarkozy : gouvernement Fillon
  - 2007 : 0,78, dont grèves nationales : 0,56, grèves locales : 0,22
  - 2008 : 0,80, dont grèves nationales : 0,58, grèves locales : 0,22
  - 2009 : 1,39, dont grèves nationales : 1,07, grèves locales : 0,32. L'année 2009 a été marquée par le processus menant au changement de statut de La Poste. Les chiffres rendus publics[3] par l'entreprise enregistrent, tel un sismographe, une forte secousse. L'année 2010 se situe dans le prolongement de la précédente[4].
  - 2010 : 1,98, dont grèves nationales : 1,73, grèves locales : 0,25
- L'entreprise La Poste hors de l'alternance politique Sarkozy / Hollande ?
  - 2011 : 0,73, dont grèves nationales : 0,51, grèves locales : 0,22. La décrue des mouvements sociaux à partir de 2011 se situe dans un contexte nouveau. Le changement de statut de l'entreprise La Poste est effectif malgré les fortes mobilisations syndicales des années antérieures. D'autre part non sans résultats (parité, mixité, parcours professionnels), le dialogue social est une des démarches promues par les dirigeants qui s'appuient sur un arsenal de communication managériale très efficace. Enfin l'atonie du "mouvements social" marquée par les statistiques de l'entreprise postale n'est pas propre au microcosme postier[5]. Elle est générale dans une conjoncture de crise économique et de reflux de l'audibilité des protestations syndicales.
  - 2012 : 0,51, dont grèves nationales : 0,37, grèves locales : 0,14
  - 2013 : 0,59, dont grèves nationales : 0,46, grèves locales : 0,13
  - 2014 : 0,66, dont grèves nationales : 0,45, grèves locales : 0,21

## Des PTT à La Poste, l'invariant social
En 1981, année de l'arrivée au pouvoir de la gauche, la branche Poste de l'administration des PTT compte 265 350 fonctionnaires. Elle en comptait 250 000 environ dix ans plus tôt. Entretemps s'était déroulé, à l'automne 1974, le plus important mouvement social que les PTT aient eu à connaître au cours du XXe siècle. Entreprise de main d'œuvre, la Poste avait accéléré la mécanisation de ses processus de traitement après les grèves qui marquèrent le début du septennat de Valéry Giscard d'Estaing. Le bilan de l'année 1974, quant au nombre de jours de grève par agent et par an atteignait, pour l'ensemble des PTT le sommet  de 10,12... Si quelques experts en prospective avaient prédit que l'automatisation d'un travail, jugé "idiot" par un ministre, règlerait la question sociale en faisant diminuer le nombre des opérateurs et en accroissant leur qualification, il semblait qu'il n'en était rien au seuil des années 1980. 403 456 journées perdues par la Poste pour fait de grève sont recensées cette année-là, avec un personnel plus nombreux.
La question se posait aux nouveaux gouvernants portés au pouvoir par une majorité politique, et dans lesquels les salariés des PTT s'étaient massivement reconnus : comment résoudre le retard pris par La Poste dans la modernisation de son outil de production sans provoquer une éruption sociale ? Les trois premières années, le ministre des PTT Louis Mexandeau permettait une pause de la question sociale par des mesures attendues, telle que la résorption de l'auxiliariat. Dans le domaine du symbole, il permettait la réintégration dans l'administration de Georges Frischmann, révoqué des PTT quelque 30 années plus tôt. Ce fut aussi au prix de l'immobilisme dans le domaine des réformes. 1984 marque un tournant : non seulement la majorité gouvernementale perdait sa composante communiste, mais la Poste amorçait, sous la direction de son directeur général Jacques Daucet, une phase de réformes structurelles qui impactaient directement le personnel : la suppression des services ambulants était annoncée à terme, toute l'organisation des acheminements du courrier était bousculée par l'inversion des rotations de la Poste aérienne. De plus, Louis Mexandeau chargeait un expert de lui dresser l'inventaire de l'entreprise "Poste", et de lui avancer quelques pistes quant à l'avenir.

## 1984-1988, les turbulences grévistes face à des projets de réforme
Le rapport de cet expert, dit "rapport Chevalier", considérait comme acquise la scission des PTT en deux entreprises. Surtout, il mettait en cause le statut des agents. Le seuil de 1 jour annuel de grève /agent était approché. En fait l'immobilisme perdurait et la tension descendait à  0,39 en 1985.
Le retour de la Droite au gouvernement effaçait tous les freins idéologiques chez les syndicats comme chez les postiers, malhabiles face à un ministre de gauche. Secrétaire d'État aux PTT puis ministre, Gérard Longuet lançait, sans grande concertation, projets et plans de réforme. Il se heurtait aux réactions syndicales longtemps bridées. Le mouvement gréviste repart à la hausse en 1986, et perdure en 1987. C'est sans doute la raison pour laquelle, en 1988, le ministre Paul Quilès adoptait une procédure tout autre pour le même but : la réforme des PTT. C'est dans ce contexte que se situe l'intrigue de Tous les chevaux ont couru, le dernier roman de l'écrivain-postier Georges Valero.

## 1988-1994, la réforme sans vague sociale
À l'automne 1988, le ministre des Postes et Télécommunications, Paul Quilès, devait faire face à la grève des camions jaunes de La Poste : grève paradoxale, ce mouvement ne concernait qu'un effectif restreint, les chauffeurs des camions postaux, mais ceux-ci bloquaient les centres de tri postaux, dont le personnel était en quelque sorte pris en "otage" . Cela peut expliquer, pour partie, l'absence  de réaction forte  au moment de la réforme Quilès. Cette grève bouchon  a été utilisée dans l'argumentaire ministériel pour justifier le changement : une entreprise qui connaît de telles tensions sociales ne peut être qu'archaïque. L'analyse plus fine du chiffre de grève en 1988, détaille un nombre croissant  de conflits locaux, et une participation à ceux-ci presque égale à celles des journées nationales : 0,38 jour / agent pour les conflits locaux, 0,50 jour / agent pour les journées d'action nationales. Aussitôt le conflit des "camions jaunes" achevé, Paul Quilès lançait le débat sur la réforme des PTT. Anesthésiant social, le débat mené par Hubert Prévot avait un impact sur les grèves ; le nombre moyen de journées par agent et par an descendait à 0,51 en 1989. Les échéances de l'année 1990, présentation en conseil des ministres, examen en Conseil d'État, discussion et vote à l'Assemblée nationale, étaient ponctuées d'un appel à la grève de la part de la CGT. En aucune occasion celle-ci n'arrivait à entraîner la masse des postiers. La participation gréviste globale durant l'année 1990 remontait légèrement mais restait à un niveau inférieur à 1...
Dans les faits c'était en 1993, au moment où commençait le chantier de la classification des personnels, que les réactions étaient les plus fortes.  Mais la réforme des PTT était mise en œuvre depuis 3 ans. D'autre part, l'année 1993 était celle du changement de majorité à la Chambre des députés. Les élections portaient la droite au pouvoir. Or il semblerait que les grèves sont à leur plus haut niveau quand celle-ci  est au gouvernement.

## 1995, problèmes du secteur public et de la fonction publique
Ce qui vient d'être constaté, à la seule évidence des chiffres de grève, tend à se vérifier au long des dernières années du XXe siècle. Bien sûr, on peut arguer que c'est l'immobilisme des gouvernements de gauche qui ferait que la droite, utilisant seule la Réforme, provoque la réaction gréviste. Or l'exemple de La Poste montre qu'il n'en est rien. La Poste et France Télécom ont connu leurs plus fortes réformes avec des ministres de gouvernements socialistes. 
Le mouvement social de l'automne 1995, souvent réduit à la grève des transports publics, très visible et fortement médiatisé, a également entrainé, dans le refus du plan Juppé, le gros secteur de la fonction publique qu'est La Poste. L'intérêt d'une série homogène sur la participation gréviste à La Poste est qu'elle permet, avec un profil qui ressemble à une étape du Tour de France, de discerner les temps forts de la protestation sociale. Or avec un taux moyen supérieur à 3,5 jours par an et par agent, les chiffres de l'année 1995 se révèlent être les plus hauts depuis 1974. Ils témoignent de la forte résonance qu'ont, au sein de la profession postière, la thématique des retraites et celle de la Sécurité sociale.

## Les remous de la réforme de la sécurité sociale
Le mouvement des salariés du secteur public semblait, par son ampleur gréviste, annoncer le retour des formes de luttes ayant cours au temps des "trente glorieuses". Pour ce qui concerne les postiers, il n'inverse pourtant pas la tendance amorcée dès 1981. Le recours à la grève est de moins en moins adopté par les salariés. Un phénomène beaucoup plus difficilement quantifiable accompagne désormais la protestation sociale : les manifestations de rue massives. Ce type de mobilisation permet aux salariés d'affirmer leurs revendications à moindre coût financier que la grève. Lors de l'hiver 1995, les manifestants se lançaient dans le "Juppéton" : chaque manifestation devait être plus importante que la précédente. Ils faisaient plier le premier ministre. Les mouvements qui ont lieu en 2003 pour venir à bout des réformes de la sécurité sociale prennent la même forme, un ton en dessous. Malgré une poussée gréviste, enregistrée ici pour La Poste par 1,38 jour de grève par agent pour l'année, c'est à l'aune de la participation manifestante que le mouvement fut mesuré. On parle de "grève par procuration", mais les grévistes réels sont en diminution, y compris dans les secteurs accusés d'être gréviculteurs. L'année 2005 marque toutefois un net regain de la conflictualité, avec un retour en force des journées nationales de grève : le taux de participation à cette forme d'action est de 0,72 jour par agent, alors que des conflits localisés, souvent longs et durs, comme la grève au centre postal de Bordeaux Bègles, ont un impact statistique faible : 0,15 jour annuel par agents. Mais dans ce dernier type de confrontation, très pénalisant pour les clients et usagers locaux, la même tendance à la baisse est observable : 0,20 en 1990 ; 0,37 en 1999 (année record des conflits locaux, liée à la mise en place de la réduction du temps de travail) ; 0,21 en 2001 ;  0,11 en 2004.

## 2009-2010 inquiétudes face au changement de statut
Le brusque accroissement du phénomène gréviste à La Poste pour l'année 2009, enregistré par des chiffres dont la source est peu suspecte de complaisance, est à mettre en relation avec les annonces de changement de statut de La Poste. Dès 2008 les "journées nationales d'action" auxquelles appelaient l'ensemble des centrales syndicales trouvent un écho non négligeable parmi le personnel de La Poste. Le refus d'un changement de statut de leur entreprise, annoncé en juin 2008, joint à des revendications d'ordre plus général, provoque le 23 septembre 2008 une participation gréviste des postiers inédite depuis plusieurs années pour une grève nationale : le communiqué de La Poste annonce 27,3 % de participation. Pour l'année 2009, en moyenne les postiers ont fait plus d'un jour de grève, un niveau supérieur même au mouvement interprofessionnel de 2003. Trois journées de grève en 2009 se soldent par une participation supérieure à 20 %. Il semble qu'à l'optimisme et au volontarisme à conduire le changement de statut, affiché par les dirigeants de La Poste, les postiers répondent par beaucoup moins d'adhésion et beaucoup plus de recul. Enfin le constat de l'accroissement de conflictualité au niveau local montre que la déclinaison locale des réformes, n'entraine pas non plus l'enthousiasme des acteurs, malgré une communication de proximité renforcée.  
Toute conclusion reste hasardeuse : les échéances politiques et leurs résultats semblaient cependant avoir des fortes influences dans le secteur du service public étudié. Dans un contexte de réformes perpétuelles et de stigmatisation  des agents de la fonction publique, il est probable que la conflictualité étudiée ici, sur un échantillon fort de 250 000 personnes, garde un niveau assez élevé, dans le court terme. Un des objectifs de La Poste est de "développer un dialogue social riche et de bonne qualité". Cette volonté affichée n'est pas nouvelle. Le Rapport social 2005 n'annonçait-il pas "privilégier la culture du dialogue plutôt que du conflit" . Le constat, que les chiffres de "grèviculture"  montrent, est que cet objectif n'est pas encore atteint. La courbe tendancielle des dernières années affiche cependant une nette décrue de cette forme de relation sociale.

## Sources
- Christian Chevandier, La Fabrique d’une génération. Georges Valero, postier, militant et écrivain, Paris, Éditions Les Belles Lettres, collection « Histoire de profil », 2009, 434 p.
- Ministère des PTT : bilan social annuel de la Poste (avant 1991)
- La Poste : rapport social annuel (depuis 1991). Parutions les plus récentes :
  - Rapport social 2006, une histoire d'engagements, préface de Jean-Paul Bailly, juin 2007.
  - Rapport social 2007, c'est une histoire de confiance, préface de Bailly, Jean-Paul, juin 2008.
  - Rapport social 2008, chaque postier est créateur de confiance (...), préface de Jean-Paul Bailly, juin 2009.
  - Rapport social 2009, préface de ...Jean-Paul Bailly ("La poste change, se modernise"), juin 2010.
  - Rapport social 2010, mai 2011.
  - Rapport social 2012, mai 2012.
  - Rapport social 2013, mai 2014. 80 p. Publié par la Direction des ressources humaines et du développement social de La Poste ("Apporter des réponses concrètes aux attentes exprimées par les postiers").
  - Rapport social du groupe La Poste 2014, mai 2015, Direction des ressources humaines et des relations sociales.
- Presse d'entreprise : Messages des PTT, Forum.
- Site Forumweb.laposte
- Presse syndicale : la Fédération (CGT), PTT syndicaliste (FO), le Lien professionnel (CFDT). Tous les syndicats ont un site internet.
- Voir aussi la brochure éditée par l'IHS (Institut d'histoire sociale) Cgt/FAPT, en novembre 2005 : Christian Henrisey, Généalogie gréviste aux PTT, de la Belle époque à 1974. L'annexe 2 de cette brochure dresse un histogramme des grèves à la Poste de 1987 à 2004.